# Musée Juin 44
Le musée Juin 44, situé à L'Aigle en Normandie, est un musée historique français consacré à la bataille de Normandie. Il est le premier musée parlant en France.

## Fondation du musée
Le musée Juin 44 est fondé à L'Aigle dans le département de l'Orne, dans une dépendance du château de L'Aigle. Il est inauguré en 1953 par la maréchale Leclerc de Hautecloque.

## Collections
Ce musée présente les événements les plus décisifs de la bataille de Normandie.
Douze scènes présentent ces événements, avec les personnages historiques représentés grandeur nature, en cire, notamment le général de Gaulle, Roosevelt, Churchill, le général Leclerc,. Leur voix authentique est diffusée, avec le commentaire sonore. C'est le premier musée parlant en France.
Une carte de 36 m2 situe géographiquement le déroulement des événements.